# Pauline Coatanea
Pauline Coatanea (ur. 6 lipca 1993 r. w Saint-Renan) – francuska piłkarka ręczna, reprezentantka kraju, zawodniczka Brest Bretagne Handball, występująca na pozycji prawoskrzydłowej.
W 2018 roku podczas mistrzostw Europy we Francji zdobyła złoty medal, wygrywając z reprezentacją Rosji.

## Sukcesy reprezentacyjne
- Mistrzostwa Europy:
  -  2018
- Mistrzostwa świata U-20:
  -  2012

## Sukcesy klubowe
- Mistrzostwa Francji:
  -  2017-2018 (Brest Bretagne Handball)
- Puchar Francji:
  -  2017-2018 (Brest Bretagne Handball)

## Nagrody indywidualne
- Najlepsza prawoskrzydłowa Mistrzostw Świata U-20 2012
- Najlepsza prawoskrzydłowa Mistrzostw Francji 2018

## Odznaczenia
- Chevalier Orderu Legii Honorowej – 2021[2]